# سیاست روادید اوکراین

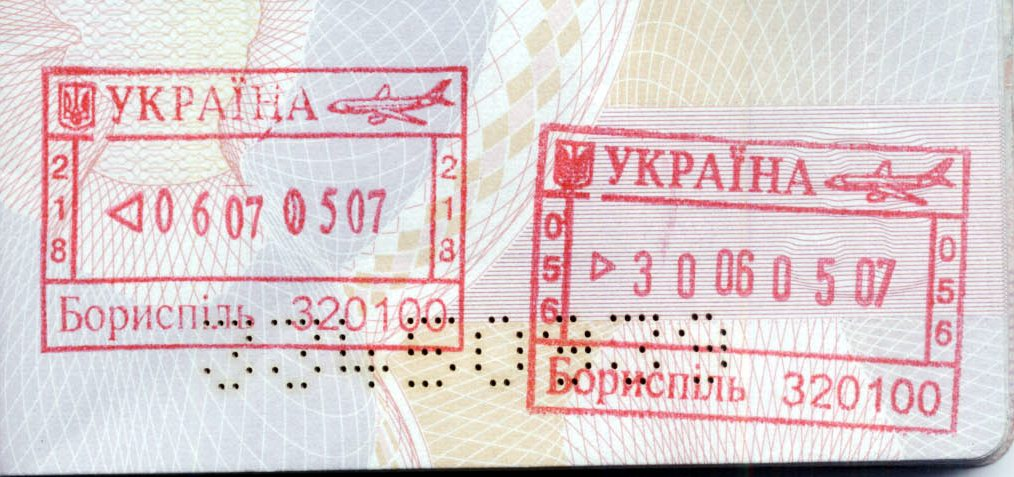
ورود و خروج گذرنامه و تمبر صادر شده در Boryspil International Airport به یک چک شهروند.

بازدید کنندگان به اوکراین باید از یکی از سفارتخانه‌های اوکراین ویزا اخذ کنند مگر اینکه آن‌ها از یکی از شهروندان کشورهایی باشند که برای ورود به اوکراین نیاز به ویزا نداشته باشد.

## نقشه سیاست ویزای اوکراین

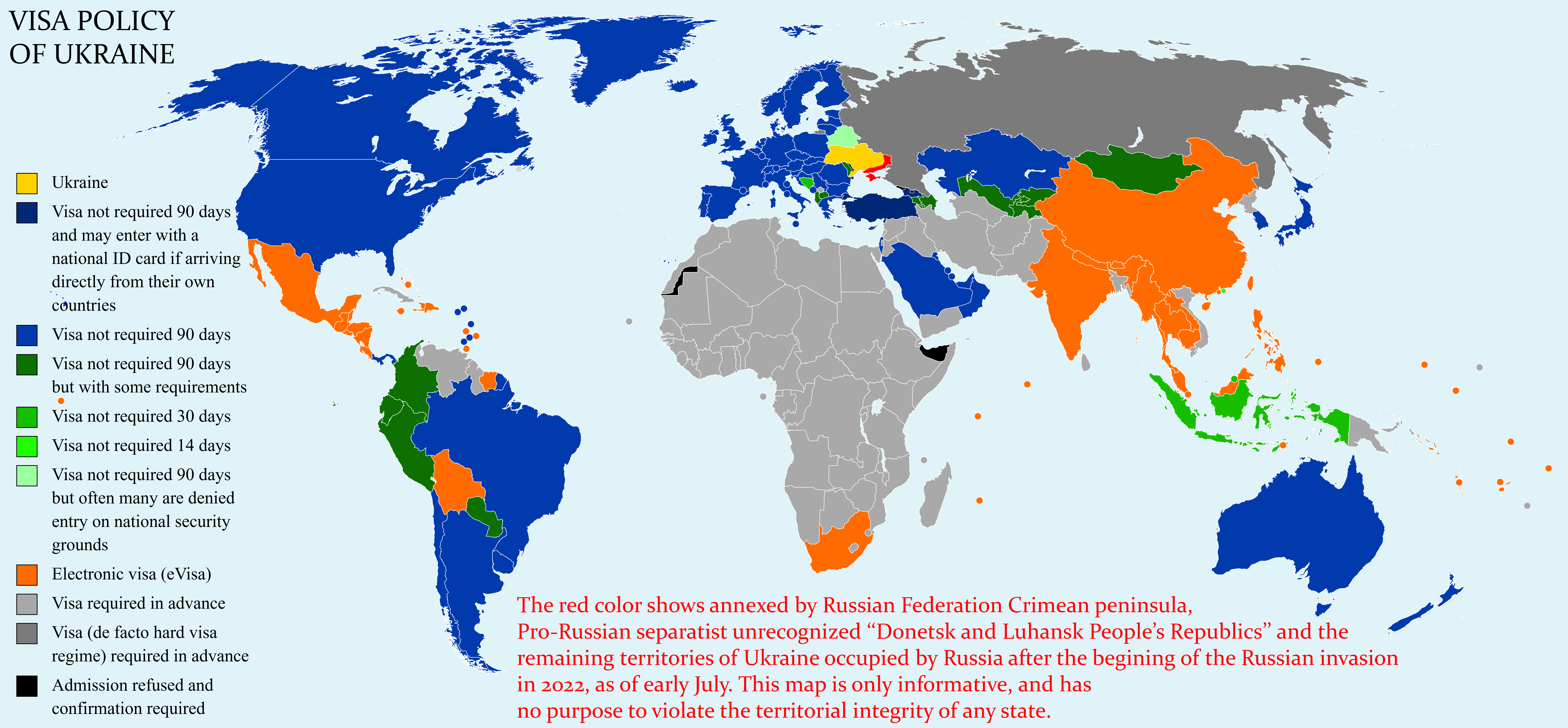
سیاست ویزا اوکراین

## برای اقامت نامحدود ویزا لازم نیست
شهروندان ۵ کشور زیر می‌تواند بدون ویزا وارد اوکراین و به صورت نامحدود باقی بمانند.
| - ارمنستان - جمهوری آذربایجان - گرجستان - مولدووا۱ - ازبکستان۱ |

۱ - با شرایط

## برای محدود ماندن ویزا لازم نیست
دارندگان گذرنامه‌های زیر می‌توانند وارد اوکراین شوند بدون ویزا برای اقامت تا ۹۰ روز در هر ۱۸۰ روز به جز جایی که در غیر این صورت اشاره کرد.
| - All European Union citizens \| - آلبانی (from 1 Apr 2017)[۳] - آندورا - آرژانتین1 - بوسنی و هرزگوین2 - بلاروس - برزیل - برونئی2 - کانادا - شیلی - هنگ کنگ3 - ایسلند \| - اسرائیل - ژاپن - قزاقستان - قرقیزستانA - لیختن‌اشتاین - مقدونیه شمالی - موناکو - مغولستانB - مونته‌نگرو - نروژ - پاراگوئه \| - پاناما - روسیه - سنت کیتس و نویس - سان مارینو - صربستان2 - کره جنوبی - سوئیس - تاجیکستانA - ترکیهID - ایالات متحده آمریکا - واتیکان \| | | |
| - آلبانی (from 1 Apr 2017) - آندورا - آرژانتین1 - بوسنی و هرزگوین2 - بلاروس - برزیل - برونئی2 - کانادا - شیلی - هنگ کنگ3 - ایسلند | - اسرائیل - ژاپن - قزاقستان - قرقیزستانA - لیختن‌اشتاین - مقدونیه شمالی - موناکو - مغولستانB - مونته‌نگرو - نروژ - پاراگوئه | - پاناما - روسیه - سنت کیتس و نویس - سان مارینو - صربستان2 - کره جنوبی - سوئیس - تاجیکستانA - ترکیهID - ایالات متحده آمریکا - واتیکان |

۱ - تا ۹۰ روز در هر ۳۶۵ روز است.
۲ - تا ۳۰ روز در هر ۶۰ روز دوره.
۳ - تا ۱۴ روز.
یک - باید نگه اثبات بودجه کافی در هنگام ورود.
ب - ویزا لازم نیست برای خدمات توریستی و خصوصی سفر در شرایطی است که اسناد و مدارک هدف از این سفر ارائه شده‌است.
ID را وارد کنید با یک کارت شناسایی

## ویزا در هنگام ورود
دارندگان گذرنامه‌های زیر ۳۳ حوزه‌های قضایی می‌تواند وارد اوکراین اخذ ویزا در بدو ورود در کیف Boryspil فرودگاه و اودسا در فرودگاه بین‌المللی (دومی تنها برای شهروندان چینی) برای اقامت تا ۱۵ روز:
از ۱ مارس ۲۰۱۷, صدور ویزا در هنگام ورود امکان‌پذیر خواهد بود و در همه گذرگاه‌های مرزی است. ویزا در دسترس خواهد بود برای ورود با کسب و کار یا هدف گردشگری برای approximatly 65USD. برای ویزا در هنگام ورود بازدید کنندگان نیاز به ارائه یکی از مدارک زیر: دعوت نامه یا اسناد و مدارک تأیید توریستی شخصیت یک سفر یا سند تأیید اجرای سرمایه‌گذاری است.
| - آنتیگوآ و باربودا - استرالیا - بحرین* - باهاما - باربادوس - چین2 - دومینیکا* - السالوادور - گرنادا* - گواتمالا* - هندوراس* | - هند* - اندونزی* - کویت* - مالزی* - موریس1 - مکزیک* - ایالات فدرال میکرونزی* - نیوزیلند - عمان* - پالائو - پرو* | - قطر* - سنت وینسنت و گرنادین‌ها* - ساموآ* - عربستان سعودی* - سیشل1 - سنگاپور* - تیمور شرقی* - ترینیداد و توباگو - تووالو* - امارات متحده عربی - وانواتو* |

* – از ۱ مارس 2017
۱ - باید نگه اثبات بودجه کافی در هنگام ورود (تا ۱ آوریل ۲۰۱۷)
۲ - در دسترس برای گردشگری و سفر کسب و کار و مرتبط مدارک مورد نیاز به عنوان اثبات (تا ۱ آوریل ۲۰۱۷)

## دعوت نامه معافیت
اتباع کشورهای زیر ملزم به ارائه دعوت نامه به منظور به دست آوردن ویزا برای اوکراین:

از ۱ آوریل اتباع همه کشورها ملزم به ارائه دعوت نامه به منظور به دست آوردن ویزا برای اوکراین.
- آلبانی
- بحرین[۱۲]
- گواتمالا
- کویت
- مالزی
- مکزیک
- نیوزیلند
- عمان[۱۲]
- قطر
- عربستان سعودی[۱۲]
- سنگاپور
- امارات متحده عربی

## گذرنامه‌های غیرعادی
علاوه بر این دارندگان گذرنامه‌های دیپلماتیک یا رسمی/خدمات از آلبانی، کامبوج، چین، کوبا، جمهوری دومینیکن، مصر، ایران، کویت، لائوس، مراکش، پرو، قطر، سنگاپور، تایلند، ترکمنستان، اروگوئه، ونزوئلا، ویتنام و تنها گذرنامه‌های دیپلماتیک از هند و مکزیک نیازی به ویزا برای اوکراین ندارند.
بدون روادید به توافق دیپلماتیک و خدمات گذرنامه امضا شده با اندونزی اما هنوز تصویب نشده‌است.

## ویزای الکترونیکی
صدور ویزای الکترونیکی در سال ۲۰۱۷ آغاز خواهد شد. ویزای معتبر خواهد بود برای ۳۰ روز و هزینه ۶۵ دلار است.

## کریمه
جمهوری خودمختار کریمه است به‌طور موقت اشغال شده توسط فدراسیون روسیه با توجه به آن مداخله نظامی سال 2014. خارجی‌ها ملزم به تطابق با ویزای اوکراین سیاست از جمله اخذ ویزای اوکراین اگر لازم است در غیر این صورت آن ممکن است مستلزم تحریم برای حمایت از اشغال موقت از خاک اوکراین.

## دونتسک و لوهانسک
بخش‌هایی از دونتسک و لوهانسک مناطق تحت کنترل عملاً از روسی به‌طور منظم نظامی نیروهای خودخوانده جمهوری خلق دونتسک و جمهوری خلق لوهانسک. این قطعات از کشور هستند اعلام کرد عملیات ضد تروریستی در منطقهاست. در نوامبر ۲۰۱۴ دولت اوکراین اعمال کنترل گذرنامه در همه افراد ورود یا خروج از این سرزمین. شهروندان اوکراین را مجبور به نشان دادن گذرنامه خود را در حالی که خارجی‌ها نیز به توضیح هدف از سفر خود را. ورود از طریق پست‌های بازرسی در کنترل نشده بخشی از روسیه–اوکراین در مرز در برابر قانون و بازدید کنندگان قادر نخواهد بود برای ادامه بیشتر به اوکراین است.

## آمار بازدید
بیشترین بازدیدکننده از ورود به اوکراین از کشورهای زیر ملیت:
| کشور     | ۲۰۱۶           | ۲۰۱۵            | ۲۰۱۴            | ۲۰۱۳           |
| -------- | -------------- | --------------- | --------------- | -------------- |
| مولدووا  | ۰۱ ▼ ۴٬۲۹۶٬۴۰۹ | ۰۱ ۴٬۳۹۳٬۵۲۸    | ۰۱ ▼ ۴٬۳۶۸٬۳۵۵  | ۰۲ ۵٬۴۱۷٬۹۶۶   |
| بلاروس   | ۰۲ ▼ ۱٬۸۲۲٬۲۶۱ | ۰۲ ۱٬۸۹۱٬۵۱۸    | ۰۳ ▼ ۱٬۵۹۲٬۹۳۵  | ۰۳ ۳٬۳۵۳٬۶۵۲   |
| روسیه    | ۰۳ ۱٬۴۷۳٬۶۳۳   | ۰۳ ▼ ۱٬۲۳۱٬۰۳۵  | ۰۲ ▼ ۲٬۳۶۲٬۹۸۲  | ۰۱ ۱۰٬۲۸۴٬۷۸۲  |
| مجارستان | ۰۴ ۱٬۲۶۹٬۶۵۳   | ۰۵ ۱٬۰۷۰٬۰۳۵    | ۰۵ ۸۷۴٬۱۸۴      | ۰۶ ۷۷۱٬۰۳۸     |
| لهستان   | ۰۵ ۱٬۱۹۵٬۱۶۳   | ۰۴ ۱٬۱۵۶٬۰۱۱    | ۰۴ ▼ ۱٬۱۲۳٬۹۴۵  | ۰۴ ▼ ۱٬۲۵۹٬۲۰۹ |
| رومانی   | ۰۶ ۷۷۴٬۵۸۵     | ۰۶ ۷۶۳٬۲۲۸      | ۰۶ ▼ ۵۸۴٬۷۷۴    | ۰۵ ۸۷۷٬۲۳۴     |
| اسلواکی  | ۰۷ ▼ ۴۱۰٬۵۰۸   | ۰۷ ▼ ۴۱۲٬۵۱۹    | ۰۷ ▼ ۴۱۶٬۱۵۸    | ۰۷ ▼ ۴۲۴٬۳۰۶   |
| اسرائیل  | ۰۸ ۲۱۶٬۶۳۸     | ۰۹ ۱۴۹٬۳۸۶      | ۱۰ ▼ ۱۰۱٬۷۹۹    | ۱۰ ۱۲۰٬۹۱۳     |
| ترکیه    | ۰۹ ۱۹۹٬۶۱۸     | ۱۰ ۱۴۰٬۶۹۱      | ۰۹ ▼ ۱۱۶٬۳۰۲    | ۰۹ ۱۵۱٬۷۰۶     |
| آلمان    | ۱۰ ۱۷۱٬۱۱۸     | ۰۸ ۱۵۴٬۴۹۸      | ۰۸ ▼ ۱۳۱٬۲۴۴    | ۰۸ ▼ ۲۵۳٬۳۱۸   |
| جمع کل   | ۱۱ ۱۳٬۳۳۳٬۰۹۶  | ۱۱ ▼ ۱۲٬۴۲۸٬۲۸۶ | ۱۱ ▼ ۱۲٬۷۱۱٬۵۰۷ | ۱۱ ۲۴٬۶۷۱٬۲۲۷  |